# Deathcrush
Deathcrush är Mayhems första EP. Skivan gavs ut i augusti 1987 av Posercorpse Records.
Albumet är drygt 18 minuter långt och innehåller åtta låtar. Enligt bandets gitarrist Euronymous var EP:n endast tänkt att släppas i cirka 30 exemplar till band som Mayhem såg upp till, och ansåg vara värdiga.
Bilden på skivomslaget visar två avhuggna händer hängande i rep. Enligt uppgift hade händerna tillhört en man i Mauretanien som hade blivit straffad på detta sätt för stöld.

## Låtlista
Alla låtar är skrivna och komponerade av Mayhem (Maniac, Euronymous, Necrobutcher, Manheim, Messiah), där intet annat anges.. 
| Nr           | Titel                       | Kompositör        | Längd |
| ------------ | --------------------------- | ----------------- | ----- |
| 1.           | Silvester Anfang (Intro)    | Conrad Schnitzler | 1:56  |
| 2.           | Deathcrush                  |                   | 3:33  |
| 3.           | Chainsaw Gutsfuck           |                   | 3:33  |
| 4.           | Witching Hour (Venom-cover) | Venom             | 1:49  |
| 5.           | Necrolust                   |                   | 3:37  |
| 6.           | (Weird) Manheim             |                   | 0:48  |
| 7.           | Pure Fucking Armageddon     |                   | 2:09  |
| 8.           | Outro                       |                   | 1:09  |
| Total längd: | Total längd:                | Total längd:      | 18:34 |

- På spår 8, "Outro", sjunger bandet texten till "(All the Little Flowers are) Happy". Detta spår förekommer inte på senare utgåvor.[4]

## Musiker
- Maniac – sång på spår 2, 3 och 5
- Messiah – sång på spår 4 och 7
- Euronymous – gitarr
- Necrobutcher – elbas
- Manheim – trummor, piano på spår 6